# Bidarbhavi, Khanapur
Bidarbhavi là một làng thuộc tehsil Khanapur, huyện Belgaum, bang Karnataka, Ấn Độ.